# ميدالية مرور 10 سنوات على تأسيس آستانا
ميدالية مرور 10 سنوات على تأسيس آستانا هي جائزة الدولة من كازاخستان. تم تقديمها لأول مرة في 6 مايو 2008، تكريمًا للذكرى السنوية العاشرة لمدينة آستانا.

## قائمة المستلمين

### المحليين
- نور سلطان نزارباييف - رئيس كازاخستان السابق.
- إيمانغلي تاسماغمبتوف - رئيس وزراء كازاخستان السابق.
- مراد ميكييف - القائد العسكري الكازاخستاني.
- ساكن زاسوزاكوف - وزير دفاع كازاخستان.
- مختار التينباييف - ضابط عسكري كازاخستاني.
- نورلان نيجماتولين - سياسي كازاخستاني.
- قاسم جومارت توكاييف - رئيس كازاخستان.

### الأجانب
- عبد الله الثاني ملك الأردن.[3]
- قربانقولي بيردي محمدوف - رئيس تركمانستان.
- إلهام علييف - رئيس أذربيجان.
- رمضان قديروف - رئيس الشيشان.[4]
- إمام علي رحمون - رئيس طاجيكستان.
- كرمان بك باكييف - رئيس قرغيزستان السابق.
- عبد الله جول - رئيس تركيا السابق.
- ميخائيل ساكاشفيلي - رئيس جورجيا السابق.
- سيرج سركسيان - رئيس أرمينيا السابق.
- دميتري ميدفيديف - رئيس روسيا السابق.[5]